# Manfred Piontek
Manfred Piontek (* 2. August 1934; † 30. September 2008 in Oberhausen) war ein deutscher Fußballspieler.

## Karriere
Piontek spielte von 1953 bis 1956 für den FC Schalke 04 in der Oberliga West, eine von fünf Staffeln als höchste deutsche Spielklasse.
Für den Verein aus Gelsenkirchen bestritt er 24 Punktspiele, in denen er vier Tore erzielte. Während seiner Vereinszugehörigkeit kam er auch in drei Spielen im DFB-Pokal-Wettbewerb zum Einsatz. Am 2. Januar 1955 debütierte er im Viertelfinale beim 2:0-Sieg über den TuS Bremerhaven 1893. Nachdem er auch im Halbfinale beim 2:1-Sieg über Kickers Offenbach mitgewirkt hatte, kam er auch im Finale zum Einsatz. Das am 21. Mai 1955 in Braunschweig vor 25.000 Zuschauern ausgetragene Finale wurde mit dem in der 86. Minute von Oswald Traub, Spieler des Karlsruher SC, erzielten Siegtreffer mit 2:3 verloren. Schalke war im Angriff mit Bernhard Klodt, Otto Laszig, Helmut Sadlowski, Piontek und Hans Krämer aufgelaufen. Als Schalke in der Saison 1955/56 die Vizemeisterschaft erringen konnte und damit in die Endrunde um die deutsche Fußballmeisterschaft einzog, bestritt Piontek lediglich drei Meisterschaftsspiele. In der Endrunde kam er nicht zum Einsatz.
Von 1956 bis 1959 gehörte er dem Wuppertaler SV an, für den er die ersten beiden Spielzeiten in der Oberliga West bestritt, die dritte – Abstieg bedingt – in der 2. Oberliga West. Mitspieler waren beim Team vom Stadion am Zoo unter anderem Horst Szymaniak, Alfred Beck, Erich Haase und Erich Probst.
Von 1959 bis 1961 ließ er seine aktive Fußballerkarriere beim KSV Hessen Kassel in der 2. Oberliga Süd ausklingen.
Er war danach noch Spielertrainer des BSV 66 Oberhausen, mit dem er in die Kreisliga A aufstieg.

## Erfolge
- DFB-Pokal-Finalist 1955